# 楊泰
楊 泰（よう たい、Yang Tai、? - 1861年）は、清末の白蓮教徒の蜂起の指導者の一人。
山東省東昌府冠県の出身。白蓮教を張善継に学んだ。1860年冬、冠県は飢饉に襲われ、農民は抗糧運動を起こしたが、官府に鎮圧された。さらに官府が白蓮教に圧迫を加えると、冠県の教徒たちは、五大旗を定め、首領に楊泰を選んだ。こうして冠県の白蓮教徒は1861年3月に武装蜂起を行い、山東省各地の白蓮教軍と連携して、たちまち10余りの城を破り、山東省・直隷省・河南省を転戦し、楊泰は皇帝を名乗った。これに対して清は勝保を派遣して、包囲体勢をとった。夏になると清軍の攻撃で冠県を失い、莘県に撤退した。しかし清軍の追撃を受け、7月12日に莘県は陥落し、楊泰は戦死した。